# Cyclodina oliveri
Cyclodina oliveri је гмизавац из реда Squamata и фамилије Scincidae.

## Угроженост
Ова врста је наведена као последња брига, јер има широко распрострањење и честа је врста.

## Распрострањење
Ареал врсте је ограничен на једну државу. 
Нови Зеланд је једино познато природно станиште врсте.